# Калінінський район (Горлівка)
| Райони Горлівки: Калінінський Микитівський Центрально-Міський | Населені пункти: 1 — Гладосове 2 — Гольмівський 3 — Зайцеве 4 — Михайлівка 5 — Озерянівка 6 — Пантелеймонівка 7 — П'ятихатки 8 — Рясне 9 — Ставки 10 — Федорівка 11 — Широка Балка |

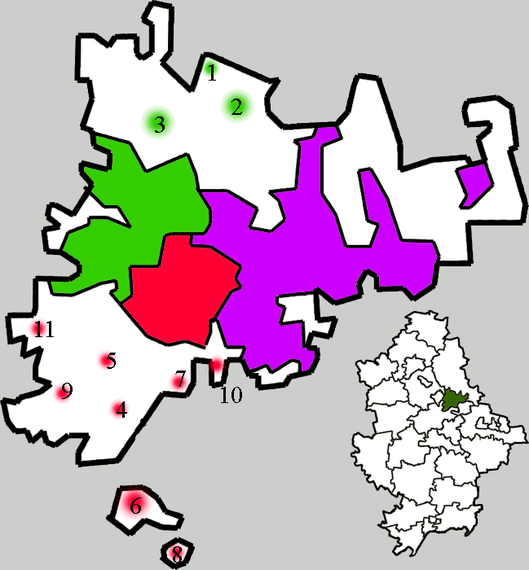
Адміністративний устрій території Горлівської міськради:

Калі́нінський (Кіндратівський) район Горлівки — на сході та північному сході міста Горлівка.
Загальне населення — 101 565 осіб (2001 рік).

## Населення
За даними перепису 2001 року населення району становило 101 115 осіб.

### Мовний склад
Рідна мова населення за даними перепису 2001 року:
| Мова       | Чисельність, осіб | Доля     |
| ---------- | ----------------- | -------- |
| Українська | 14 941            | 14,78 %  |
| Російська  | 85 445            | 84,50 %  |
| Інше       | 729               | 0,72 %   |
| Разом      | 101 115           | 100,00 % |

## Визначні пам'ятки
- ПК імені Леніна,
- Палац спорту «Стирол»,
- Тенісний стадіон «Стирол»,
- Свято-Вознесенська церква, Свято-Василівська церква, Храм Нерукотворного Образу Христа Спасителя
- Міські лікарні № 3, № 9.
- Клуб ТОВ «Гурті» (вул. Белецького)
- Дитяча музична школа № 2 (вул. Празька)
- Кінотеатри «Спартак» (вул. Черникова), «Іскра» (вул. Братів Мазікових)
- Палац культури «Шахта імені Гайового» (вул. Шахтарська)
- Палац культури «Кондратіївка» (вул. Бітумна)
- Горлівська гімназія «Інтелект» (вул. Малинича)
- Будинок дитячої творчості (вул. Бессонова)
- Намет «Чернігівське» (вул. Горловська дивізія)
- Літній майданчик «Балтика»(вул. Горловська дивізія)
- Окреме училище повітряно-десантних військ (вул. Гречнева)
- Алея слави воїнам Донбасу, загиблим в Афганістані, Чечні, у сутичках проти терористів. (вул. Бессонова)
- ТЦ Аверс

## Житлові масиви
- Семидорожки,
- Сонячне,
- Східне,
- Перемога,
- Кузнецівка,
- Солідарність,
- Жовтневе,
- Калінінське,
- Вороб'ївка,
- Штерівка,
- Рум'янцеве,
- Новогорлівка,
- Поклонське,
- Кіндратівське,
- Гурти,
- Мирне,
- Байрак.
- 1 відділення колгоспу Горлівський

## Основні автомагістралі
- вул. Горловської Дивізії
- Вуглегорське шосе
- вул. Маршала Пересипкіна
- вул. 30 років ВЛКСМ
- вул. Щербакова
- вул. Вавилова
- вул. Шумського
- вул. Генерала Вершигори
- вул. Черникова
- вул. Празька
- вул. Академіка Курчатова
- вул. Академіка Белицького
- вул. Межлаука
- вул. Бессонова
- вул. Шепелєва
- вул. Калашникова
- вул. Павла Корчагіна

## Промислові підприємства
- ВАТ Концерн Стирол,
- ВАТ «Реммаш»,
- «Горлівськхимбуд»,
- ВАТ «Гумпромзаб»
- Шахтоуправління імені М. І. Калініна ДП «Артемвугілля» (вулиця Празька)
- ГП «Шахта „Олександр-Захід“» (вулиця Вуглегірське шосе)
- «Шахтобудмеханізація» ДХК «Артемвугілля»,
- Новогорлівський машинобудівний завод,
- Хлібозавод.

## Міський транспорт
Представлено деякі види транспорту, що існують у місті:
- тролейбуси:
  - 2 ж/м «Сонячний» — ж/м «Будівельник» (Центрально-Міський район (Горлівка))
  - 3 Новогорлівка — ж/м «Будівельник» (Центрально-Міський район (Горлівка))
- трамваї:
  - 3 Стирол — центр (Центрально-Міський район (Горлівка)) маршрут закритий
  - 5 Стирол — 245 квартал (Центрально-Міський район (Горлівка)) маршрут закритий
  - 8 Шахта Калініна — Стирол (центр Центрально-Міський район (Горлівка))
- маршрутні таксі, автобуси

## Залізничні станції й зупинки
- станції:
- Байрак
- Трудова
- зупинні пункти:
- 15 км
- 6 км
- Сонячний
- Сухий Яр